# مجموعة المزابي
مجموعة المزابي، هي مجموعة متعددة النشاطات تعد من أكبر الشركات التونسية. تسيطر عائلة المزابي متمثلة في ثلاثة أخوة المزوغي، المنصف والصادق على المجموعة. تنشط المجموعة في عدة قطاعات أهمها الصناعة الألكترونية، تجارة السيارات، تجارة الشاحنات والمعدات الصناعية، صناعة الجلد، تركيب الدراجات النارية، تجارة المواد الإعلامية، العقار... للمجموعة عدة مع شركات عالمية مثل سوني، رينو، كوماتسو، سكانيا، هايتش بي... يتولى المزوغي المزابي إدارة فرع المجموعة العامل في صناعة الجلد، المنصف إدارة أرتاس (تجارة السيارات) ودلماس (تجارة الشاحنات والمعدات الصناعية) والصادق إدارة أفريفيزيون (الصناعة الألكترونية) وبوانكوم (تجارة المواد الإعلامية). تملك الشركة مصانعها في بن عروس، مقرين، سليمان، قرمبالية وسوسة. تملك المجموعة 8.61% من التجاري بنك و1.13% من الإتحاد الدولي للبنوك لا تصرح المجموعة ببياناتها المالية وهي ليست منظمة على الشكل الكلاسيكي: شركة قابضة وفروع تابعة لها.

## وصلات خارجية
- مجموعة المزابي